# Pseudovanilla anomala
Pseudovanilla anomala là một loài thực vật có hoa trong họ Lan. Loài này được (Ames & L.O.Williams) Garay miêu tả khoa học đầu tiên năm 1986.